# Disturbo pervasivo dello sviluppo
La categoria diagnostica dei disturbi pervasivi dello sviluppo (pervasive developmental disorder, PDD), in contrapposizione ai disturbi specifici dello sviluppo (specific develomental disorder, SDD), è un gruppo di disturbi caratterizzati da ritardi nello sviluppo di molteplici funzioni di base tra cui la socializzazione e la comunicazione. I disturbi pervasivi dello sviluppo sono l'autismo, la sindrome di Asperger, il disturbo pervasivo dello sviluppo non altrimenti specificato (PDD-NOS), il disturbo disintegrativo infantile (CDD), il disturbo iperattivo associato a ritardo mentale e movimenti stereotipati e la sindrome di Rett. I primi quattro di questi disturbi sono comunemente chiamati disturbi dello spettro autistico (ASD); l'ultimo disturbo è molto più raro, a volte è inserito nello spettro dell'autismo e talvolta no.
La terminologia PDD e ASD è spesso utilizzata in modo intercambiabile e varia a seconda dei Paesi. I due termini hanno definizioni sovrapposte, ma sono definiti in modo diverso dal Manuale diagnostico e statistico dei disturbi mentali, 5ª edizione (DSM-5) e dalla Classificazione internazionale delle malattie, 10ª edizione (ICD-10). Il DSM-5 ha rimosso il PDD come diagnosi e l'ha sostituito con il ASD e la relativa gravità della condizione. L'ICD-10 d'altra parte etichetta l'ASD come un disturbo pervasivo dello sviluppo con i sottotipi precedentemente menzionati.
L'insorgenza di disturbi pervasivi dello sviluppo si verifica durante l'infanzia, ma la condizione di solito non viene identificata fino a quando il bambino non ha circa tre anni. I genitori possono iniziare a mettere in discussione la salute del loro bambino quando le pietre miliari dello sviluppo non vengono raggiunte, inclusi il movimento motorio appropriato all'età e la produzione del linguaggio.
C'è una divisione tra i medici sull'uso del termine PDD. Molti usano il termine PDD come un modo breve per dire PDD-NOS (disturbo pervasivo dello sviluppo non altrimenti specificato). Altri usano l'etichetta della categoria generale di PDD perché sono riluttanti a diagnosticare bambini molto piccoli con un tipo specifico di PDD come l'autismo. Entrambi gli approcci contribuiscono a creare confusione sul termine, perché il termine PDD si riferisce effettivamente a una categoria di disturbi e non è un'etichetta diagnostica.

## Sintomatologia
I sintomi dei PDD possono includere problemi comportamentali e di comunicazione come:
- difficoltà nell'uso e nella comprensione del linguaggio;[6]
- difficoltà nella relazione con persone, oggetti ed eventi; per esempio, mancanza di contatto visivo, comportamento di puntamento e mancanza di risposte facciali;
- gioco insolito con giocattoli e altri oggetti;
- difficoltà con i cambiamenti nella routine o nell'ambiente familiare;
- movimenti ripetitivi del corpo o modelli di comportamento ripetitivi, come sbattere le mani, roteare i capelli, battere i piedi o movimenti più complessi;
- incapacità di coccolare o essere confortato;
- difficoltà a regolare comportamenti ed emozioni, che può provocare scoppi d'ira, ansia e aggressività;
- crolli emotivi.

### Severità
I bambini con PDD variano ampiamente in termini di capacità, intelligenza e comportamenti. Alcuni bambini non parlano affatto, altri parlano in frasi o conversazioni limitate e alcuni hanno uno sviluppo del linguaggio relativamente normale. Sono generalmente evidenti abilità di gioco ripetitivo e abilità sociali limitate. Sono comuni risposte insolite alle informazioni sensoriali – rumori forti, luci.

## Diagnosi
La diagnosi viene solitamente effettuata durante la prima infanzia. Con il rilascio del Manuale diagnostico e statistico dei disturbi mentali - 5ª edizione (DSM-5) nel maggio 2013, la diagnosi di PDD è stata rimossa e sostituita con i disturbi dello spettro autistico. La distinzione tra i disturbi passati è implicata da una serie di livelli di gravità. Gli individui che hanno ricevuto diagnosi basate sul DSM-IV mantengono la loro diagnosi sotto i disturbi dello spettro autistico. Tuttavia, un editoriale pubblicato nel numero di ottobre 2012 dell'American Journal of Psychiatry rileva che, mentre alcuni medici sostengono che non ci sono prove sufficienti per supportare la distinzione diagnostica tra ASD e PDD, più revisioni della letteratura hanno rilevato che gli studi che mostrano differenze significative tra i due disturbi superano significativamente quelli che non trovavano differenze.
A differenza del DSM-5, la Classificazione internazionale delle malattie dell'Organizzazione mondiale della sanità, 10ª edizione (ICD-10) classifica i PDD in quattro sottotipi distinti, ciascuno con i propri criteri diagnostici. I quattro disturbi (autismo infantile, autismo atipico, sindrome di Rett e altri disturbi disintegrativi dell'infanzia) sono caratterizzati da anomalie nelle interazioni sociali e nella comunicazione.
I disturbi vengono diagnosticati principalmente in base alle caratteristiche comportamentali; sebbene la presenza di eventuali condizioni mediche sia importante, non vengono prese in considerazione quando si effettua una diagnosi.
Prima del rilascio del DSM-5, alcuni medici usavano il PDD-NOS come diagnosi "temporanea" per i bambini sotto i cinque anni quando, per qualsiasi motivo, sono riluttanti a diagnosticare l'autismo. Ci sono diverse giustificazioni per questo. I bambini molto piccoli hanno un'interazione sociale e capacità di comunicazione limitate, quindi può essere difficile diagnosticare casi più lievi di autismo nei bambini piccoli. Il presupposto implicito è che all'età di cinque anni comportamenti insoliti o si risolveranno o si svilupperanno in autismo diagnosticabile. Tuttavia, alcuni genitori considerano l'etichetta di PDD nient'altro che un eufemismo per i disturbi dello spettro autistico, problematico perché questa etichetta rende più difficile ricevere aiuti per l'intervento nella prima infanzia .

### Classificazione
I disturbi pervasivi dello sviluppo erano:
- Disturbo pervasivo dello sviluppo non altrimenti specificato (PDD-NOS), che include l'autismo atipico ed è il più comune (47% delle diagnosi di autismo);[8]
- Autismo tipico, il più noto;
- Sindrome di Asperger, che include l'autismo ad alto funzionamento (9% delle diagnosi di autismo);
- Disturbo disintegrativo dell'infanzia (CDD), che include l'autismo a basso funzionamento;[9]
- Sindrome di Rett.

I primi quattro di questi disturbi sono comunemente chiamati disturbi dello spettro autistico; l'ultimo disturbo è molto più raro e talvolta è inserito nello spettro dell'autismo e talvolta no.
Nel maggio 2013 è stato pubblicato il Manuale Diagnostico e Statistico- Quinta Edizione (DSM-5), che aggiorna la classificazione dei disturbi pervasivi dello sviluppo. Il raggruppamento di disturbi, tra cui PDD-NOS, autismo, sindrome di Asperger, sindrome di Rett e CDD, è stato rimosso e sostituito con il termine generico di disturbi dello spettro autistico. L'American Psychiatric Association ha concluso che l'utilizzo della diagnosi generale di disturbo dello spettro autistico supporta diagnosi più accurate. La combinazione di questi disturbi è stata anche supportata dal fatto che l'autismo è caratterizzato da sintomi comuni e dovrebbe quindi portare un unico termine diagnostico. Per distinguere tra i diversi disturbi, il DSM-5 impiega i livelli di gravità. I livelli di gravità tengono conto del supporto richiesto, degli interessi limitati e dei comportamenti ripetitivi e dei deficit nella comunicazione sociale.

### PDD e PDD-NOS
C'è una divisione tra i medici sull'uso del termine PDD. Molti usano il termine PDD come un modo breve per dire PDD-NOS. Altri usano la categoria generale perché il termine PDD si riferisce effettivamente a una categoria di disturbi e non è un'etichetta diagnostica.
PDD non è di per sé una diagnosi, mentre PDD-NOS è una diagnosi. Per complicare ulteriormente il problema, PDD-NOS può anche essere indicato come "sviluppo della personalità atipico", "PDD atipico" o "autismo atipico".

## Terapia
I farmaci vengono utilizzati per affrontare alcuni problemi comportamentali; la terapia per i bambini con PDD dovrebbe essere specializzata in base alle esigenze specifiche del bambino.
Alcuni bambini con PDD beneficiano di aule specializzate in cui la dimensione della stanza è piccola e l'istruzione è data su base individuale. Altri funzionano bene in classi di istruzione speciale o classi regolari con sostegno . L'intervento precoce, compresi programmi educativi appropriati e specializzati e servizi di supporto, gioca un ruolo fondamentale nel migliorare i risultati delle persone con PDD.